# Cassiodore
Œuvres principales
- Institutiones
- Vulgate

Compléments
- De Anima (538)
- Exposition psalmorum (540)

Cassiodore (en latin Magnus Aurelius Cassiodorus Senator) est un homme politique et écrivain latin, fondateur du monastère de Vivarium. Il est né vers 485 à Scolacium, dans l'actuelle province de Catanzaro en Calabre, et mort vers 580 aux alentours de l'actuel hameau de Copanello.
La vie de Cassiodore s'articule essentiellement autour de deux périodes séparées par sa « conversion », qui marque son retrait de la vie publique.

## Biographie

### Avant sa conversion
L'arrière-grand-père de Cassiodore avait servi dans les armées de Valentinien III, et repoussé les Vandales lors de leur tentative de débarquement en Calabre et en Sicile (vers 451), son grand-père avait fait partie de l'ambassade envoyée à Attila en 452, son père, qui a été comes sacrarum largitionum d'Odoacre, est nommé en 495 corrector Lucaniae et Bruttiorum par Théodoric le Grand, et accède en 503 à la praefectura praetoriana.
Cassiodore est donc issu d'un milieu qui le prédestine à une carrière politique de premier plan ; d'ailleurs son nom même (Magnus Aurelius Cassiodorus Senator, nom qu'il se donne lui-même dans la suscription des Variæ en 538) témoigne de cette appartenance aux milieux aristocratiques de l'époque : Aurelius traduit l'alliance de Cassiodore avec un membre éminent de la gens Aurelia, Symmaque (beau-père de Boèce), et le surnom Senator rappelle sa qualité de sénateur (à la fin de sa vie, Cassiodore ne signera plus que Cassiodorus Senator).
Après des études dont nous ne savons rien, mais qui, comme celles de tous ses contemporains lettrés, prennent place dans le cadre des arts libéraux, Cassiodore commence sa carrière politique à la cour de Ravenne en 503 comme conseiller (consiliarius) de son père et s'engage ainsi dans le cursus honorum.
Voici un bref aperçu de la carrière politique de Cassiodore:
- Consiliarius praefecti (503-506) : Cassiodore est conseiller de son père, alors préfet du prétoire. Son rôle (sorte de pré-questure) se traduit par la récitation d'un éloge de Théodoric le Grand (Ordo generis).
- Quaestor sacri palatii (506-511) : les actes de cette fonction de chancelier sont conservés dans les volumes I à IV des Variae.
- Consul ordinarius (514) : il s'agit d'un titre purement honorifique. On a parfois supposé qu'il avait été nommé ensuite, comme l'avaient été son arrière-grand-père et son père, corrector Lucaniae et Bruttiorum, mais rien dans les textes ne permet de confirmer cette hypothèse.
- Magister officiorum (523-527) : Cassiodore, semble-t-il, remplace dans cette fonction Boèce (arrêté en 523 et exécuté en 524), ce qui jette une zone d'ombre sur sa carrière politique (Cassiodore donne l'image d'un fonctionnaire zélé, opportuniste, qui succède à un Boèce qui se présente dans la Consolation de Philosophie comme un défenseur des faibles). Cassiodore devient même l'ami intime et le conseiller de Théodoric, et il conserve son pouvoir même après la mort de ce dernier, sous la régence de sa fille Amalasonthe. En 527, il disparaît provisoirement de la scène politique (il se retire peut-être sur ses terres de Squillace, reprenant le gouvernement de la Lucanie et du Bruttium).
- Præfectus praetorio (533-538) : Cassiodore conserve sa fonction alors que de nombreux événements rendent cette période très trouble : mort du jeune Athalaric, fils d'Amalasonthe (534), partage du trône entre la régente Amalasonthe et son adversaire Théodat (534-535), assassinat d'Amalasonthe (30 avril 535), avènement de Witigès, mariage forcé de la petite-fille de Théodoric, Matasonthe, avec l'usurpateur (fin 536). En 537, Bélisaire prend Rome, puis il assiège et finit par prendre Ravenne en 540 (ce qui provoque l'exil de Witigès, Matasonthe et de leur entourage à Constantinople) ;  mais Cassiodore est opportunément sorti de charge en 538.[réf. nécessaire]
- Patricius (538 ?) : Cassiodore obtient vraisemblablement ce titre au moment de sa sortie de la préfecture du prétoire (il a gardé d'excellentes relations avec la cour de Ravenne).[réf. nécessaire]

### Après sa conversion
Comme la plupart des hommes politiques de l'époque, Cassiodore était chrétien.
Dans l'ensemble, la politique des rois ariens qu'il servait était tolérante à l'égard des chrétiens nicéens. Mais dans la première partie de sa carrière, Cassiodore semble n'avoir un intérêt qu'extérieur pour les choses de la religion.
Le changement profond commence pendant la préfecture du prétoire de Cassiodore (533) : par ses lettres de nomination à cette charge, Cassiodore nous apprend qu'il pratiquait la lectio divina pour en tirer ses principes de gouvernement ; il semble avoir un certain crédit auprès du pape Jean II (il intervient auprès de lui en faveur des moines scythes en 534). Il a des rapports encore plus étroits avec le successeur de Jean II, le pape Agapet Ier, avec qui il projette en 535 de fonder une école de théologie à Rome (la prise de Rome par Bélisaire en 536 met un terme à ce projet).
Le moment crucial de la conversion est marqué par la rédaction de son traité De Anima (538), et surtout de son commentaire aux psaumes, Expositio psalmorum, qu'il compose vraisemblablement à Constantinople (où il a dû se retirer après la prise de Ravenne par Bélisaire, en 540). Par conversio, il faut entendre un changement de vie, une rupture ; arrivé au terme d'une vie publique dont il avait pu mesurer les vicissitudes, Cassiodore se tournait vers Dieu.
L'événement le plus important de cette période de retraite de Cassiodore est sans doute la fondation du monastère de Vivarium ; la date en est discutée : on a parfois pensé que la fondation remontait à 540, mais il est peu probable que Cassiodore ait eu le temps de fonder le monastère juste avant de partir en exil à Constantinople ; on pense que Cassiodore n'est rentré en Calabre qu'en 555.[réf. nécessaire] (le 13 août 554, la Pragmatique sanction de Justinien autorise les émigrés italiens à rentrer au pays), et qu'il aurait donc fondé le monastère, sur les terres familiales à Squillace, à cette époque. Mais on peut aussi envisager qu'il ait fondé Vivarium pendant qu'il était préfet du prétoire (autour de 535), et qu'il n'y soit revenu que beaucoup plus tard (555).
Le monastère de Vivarium doit son nom aux viviers qui avaient été aménagés au pied du monastère (situé sur une colline) ; l'église du monastère était dédiée à saint Martin, et à proximité du monastère, une colline, le Mons Castellum, était dédiée aux ermites (d'où le titre que Cassiodore donne, dans les Institutiones, à la description des lieux : De positione monasterii Vivariensis siue Castellensis -Inst. div.1, 29). Cassiodore décrit le monastère de Vivarium en utilisant le topos du locus amoenus (Variae 12, 15 ; Expositio psalm. 103, 17 ; Inst. 1, 29). Le monastère de Vivarium constituait une sorte de cité dans laquelle les ciues religiosi n'avaient pas à se préoccuper de leur subsistance matérielle, mais devaient se consacrer aux offices liturgiques, à l'exercice des artes, et surtout à la copie et à la correction de livres : Vivarium est un centre de première importance pour la transmission de nombreux textes, aussi bien bibliques ou liturgiques que païens.
Cassiodore, retiré à Vivarium, consacre sa longue retraite à son œuvre littéraire (Institutions, Exposition epistulae ad Romanos, liber memorialis ou liber titulorum, Complexiones apostolorum, De orthographia, qu'il rédige à 93 ans).
On ne connaît pas la date exacte de la mort de Cassiodore : après la rédaction de son traité De Orthographia (à 93 ans), il continue à corriger ses œuvres antérieures (notamment les Institutiones), mais considère que son œuvre littéraire est terminée (Iam tempus est ut totius operis nostri conclusionem facere debeamus, préface au De  Orthographia).
On situe donc la date de sa mort au plus tôt vers 580 selon Pierre Riché, car dans ses Commentaires sur les Psaumes, arrivé au centième psaume, il rend grâce à Dieu de lui avoir permis d'atteindre cet âge si rare, ou 585 selon d'autres, car il aurait achevé De orthographia en 584. Il était mort quand les troupes du roi Authari vinrent en vue de la Sicile en pillant tout devant elles, et quand Arigis Ier de Bénévent s'est emparé de Crotone et de Scylacium. D'après François Lenormant, il est probable que la disparition du monastère de Vivarium soit due à un de ces deux épisodes. Pierre Riché indique que Vivarium a subsisté après la mort de Cassiodore car des moines de ce monastère qui sont en procès avec l'évêque de Squillace ont rencontré le pape Grégoire le Grand, mais il n'est peut-être plus un centre de culture.

## Œuvres

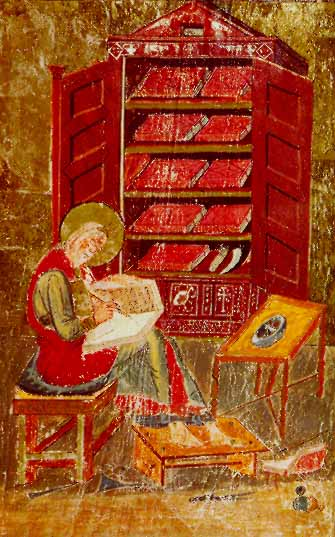
Cassiodore dans la Bibliothèque de Vivarium (issu du Codex Amiatinus, VIIIe siècle).

Toutes les œuvres sont écrites en latin :
- Laudes (panégyriques royaux) : Cassiodore en compose dès 506.
- Chronica : liste consulaire, destinée à Eutharic, gendre de Théodoric et héritier présomptif, mort en 519.
- Historia Gothorum : ouvrage en douze livres, composé à la demande de Théodoric. Cet ouvrage est aujourd'hui perdu, mais nous conservons le résumé de Jordanès (De origine actibusque Getarum).
- Variae : recueil de 468 lettres et formules officielles, en douze livres (on y trouve les actes rédigés par Cassiodore comme questeur : l. I-IV, comme maître des offices : l. V et VIII-IX, et comme préfet du prétoire : l. X-XII ; les livres VI et VII réunissent des formules de promotion ou de décret rédigées par Cassiodore) ; Cassiodore prétend ne livrer dans ce recueil que les actes qu'il a pu retrouver (ce qui lui permet de dissimuler ce qui n'est pas à son honneur, et entre autres tout ce qui concerne l'arrestation de Boèce en 523).
- Ordo generis Cassiodororum : liste des scriptores et eruditi de la famille (conservée sous une forme corrompue, et sans doute résumée).
- Liber de anima : traité sur l'âme et ses vertus, réflexion anthropologique, psychologique et morale, qui s'appuyait sur des écrits philosophiques, des écrits physiologiques empruntés à la tradition médicale, mais aussi sur les écrits scripturaires et l'œuvre de saint Augustin. C'est un traité plein de dévotion ; cherchant à connaître son âme, Cassiodore veut arriver à la connaissance de Dieu, et cet itinéraire de l'âme à Dieu constitue le cœur du traité. Le Liber de anima, composé vraisemblablement entre 537 et 540, marque le début de la conversio de Cassiodore. Ce livre a été publié avec les Variæ, il en constitue le treizième livre. On a signalé l'éclairage politique que pourrait constituer cette publication simultanée (désir d'autojustification et logique pénitentielle).
- Expositio psalmorum : projet conçu et commencé à Ravenne dès 538, c'est le plus considérable des écrits de Cassiodore, qui consiste en un commentaire à la fois grammatical, littéraire, ascétique et théologique sur les Psaumes. Cet ouvrage s'inspire des Enarrationes de Saint Augustin. Cassiodore a lui-même révisé cette œuvre pendant sa retraite à Vivarium.
- Institutiones : c'est l'ouvrage le plus célèbre de Cassiodore, composé à l'intention des moines de Vivarium (introduction aux Écritures et aux arts libéraux), postérieur au séjour de Cassiodore à  . Le premier livre des Institutions s'intitule Institutiones divinarum litterarum (centré sur les Écritures), et le deuxième Institutiones saecularium litterarum (centré sur les arts libéraux : arithmétique, astronomie, géométrie, musique). Cassiodore a lui-même revu le texte dans ses dernières années, et il était très âgé au moment de constituer un codex archetypus, ce qui rend très complexe la tradition manuscrite. Voir Institutions, manuscrit 172 de la Bibliothèque de Valenciennes, texte et traduction
- Expositio Epistulae ad Romanos : remaniement du commentaire de Pélage sur les treize épîtres pauliniennes.
- Codex de grammatica
- Liber memorialis ou liber titulorum
- Complexiones apostolorum
- De Orthographia : compilation d'extraits de Cornutus, Velius Longus, Curtius Valerianus, Papirianus, Adamantius Martyrius, Eutyches, Caesellius et Priscien.
- Historia ecclesiastica ou  Historia tripartita, abrégée de Socrate, Sozomène et Théodoret, traduction faite par Épiphane le Scolastique.
- Antiquitatum Iudaicarum libri XXII : traduction de Flavius Josèphe, qui a eu une grande influence au Moyen Âge.
- Adumbrationes in Epistulas canonicas : extraits traduits et purgés des Hypotyposes de Clément d'Alexandrie.
- Commenta Librorum Regum.
- Commentaire de saint Jérôme «in propria IV evangeliorum».
- Recueils canoniques.
- Recueils hagiographiques.
- Florilèges dogmatiques.
- Psalterium archetypum [6]: version du Psautier Romain dont la ponctuation tripartite en médiante, subdistinction et terminaison (plena) a été révisée par Cassiodore selon les principes de la grammaire de Donat. Le manuscrit n'a jamais été repéré et on ne sait rien de sa teneur exacte.
- Bible latine en trois versions différentes[7]

- Bible en 9 volumes avec tous les commentaires latins connus associés au texte de la Vulgate hiéronymienne;
- Vulgate hiéronymienne en 1 volume ou pandectes avec les traductions de saint Jérôme;
- Bible de l'ancienne traduction ou Codex Grandior,  en 1 volume, contenant le texte de la Bible 'vieille latine' c'est-à-dire les traductions antérieures à Jérôme.
Les éditions anciennes des œuvres de Cassiodore qui ont servi de référence sont celles de dom Garet, 2 vol. in-fol., Rouen, 1679, et de Venise, 1729, désormais remplacées par les éditions critiques. Le Traité de l'âme a été traduit en français par Amaury Bouchard.
 Denis de Sainte-Marthe a écrit sa Vie.
 M. Alexandre Olleris a publié en 1841 une thèse sur Cassiodore, conservateur des livres latins.

## Traductions françaises
- De l'âme, traduction Stéphane de Rouville, Paris, 1874.
- De l'âme, traduction Amand Gévaudan, thèse Paris, 2015. https://tel.archives-ouvertes.fr/tel-01304044/document
- Institutions, livre II, Bibliothèque de Valenciennes.
- Lettres II, 35-36 in Valérie Fauvinet-Ranson, Decor civitatis, decor Italiae : monuments, travaux publics et spectacles au VIe siècle d'après les Variae de Cassiodore, Bari, 2006, p. 78-82.
- Lettres II, 41 et III, 1-4 in Michel Rouche, Clovis, Éditions Fayard, Paris, 1996.
- Lettres III, 5 in Denis de Sainte-Marthe, La vie de Cassiodore, chancelier et premier ministre de Théodoric le Grand, 1695.
- Lettres XI, 14 in Valérie Fauvinet-Ranson, L'éloge du lac de Côme par Cassiodore (Variae XI, 14) : lieux communs, réécriture, échos littéraires (Pline, Ammien Marcellin, Faustus, Ennode), RET 2, 2013, p. 141-173.